# La Nuit américaine (film)
Pour les articles homonymes, voir La Nuit américaine.
Pour plus de détails, voir Fiche technique et Distribution.
La Nuit américaine est une comédie dramatique italo-française réalisée par François Truffaut et sortie en 1973.

## Synopsis
Ferrand (François Truffaut), réalisateur sourd d'une oreille, modeste mais expérimenté, tourne un mélodrame, Je vous présente Paméla, aux studios de la Victorine à Nice dans les anciens décors de La Folle de Chaillot.
Le synopsis raconte la passion amoureuse d'un homme pour sa belle-fille avec qui il s'enfuit. Il sera abattu par son fils après que la jeune bru eut trouvé la mort dans un mystérieux accident de la route. Alphonse (Jean-Pierre Léaud), acteur immature et capricieux, incarne le fils vengeur alors que Julie Baker (Jacqueline Bisset), star anglaise de retour après une sévère dépression qui lui a fait abandonner son dernier tournage, interprète la bru. Le rôle du père séducteur est attribué à Alexandre (Jean-Pierre Aumont), acteur célèbre ayant fréquenté le Hollywood de la grande époque. Celui de la mère est offert à Séverine (Valentina Cortese), vedette italienne en fin de carrière, ex-amante d'Alexandre, et très portée sur la boisson.
Autour de ce quatuor d'acteurs gravitent Liliane (Dani), la petite amie volage d'Alphonse recrutée comme stagiaire scripte qui en pince pour le cascadeur anglais, Bernard (Bernard Ménez) l'accessoiriste un peu maniaque en conflit permanent avec Joëlle (Nathalie Baye), la scripte dévouée de Ferrand, Stacey (Alexandra Stewart) une actrice de second rôle qui s'avère être enceinte lors du tournage mais protégée par Bertrand, le producteur qui insiste sur la tenue stricte du plan de travail, sans oublier un Jean-François Stévenin enjoué en assistant réalisateur. Il y a aussi Lajoie, régisseur dont la femme résumera en quelques phrases l'intrigue du film : « Qu'est-ce que c'est que ce cinéma ? Qu'est-ce que c'est que ce métier où tout le monde couche avec tout le monde ? Où tout le monde se tutoie, où tout le monde ment. Mais qu'est-ce que c'est ? Vous trouvez ça normal ? »
Cependant, au-delà de la description des turpitudes de la vie de tournage, le seul vrai personnage du film est le cinéma lui-même, « une unanimité de façade, un univers de faux-semblants où on passe son temps à s'embrasser. » Mais il est présenté non pas du point de vue de la création artistique mais dans ce qu'il a de plus artisanal et factice à l'instar du procédé de « nuit américaine » qui consiste à tourner des scènes nocturnes en plein jour.

Ferrand conclut : 

« Je sais, il y a la vie privée, mais la vie privée, elle est boiteuse pour tout le monde. Les films sont plus harmonieux que la vie, Alphonse. Il n'y a pas d'embouteillages dans les films, il n'y a pas de temps morts. Les films avancent comme des trains, tu comprends ? Comme des trains dans la nuit. Les gens comme toi, comme moi, tu le sais bien, on est fait pour être heureux dans le travail de cinéma. »

## Fiche technique
- Titre : La Nuit américaine
- Réalisation : François Truffaut
  - Assistants réalisateurs : Suzanne Schiffman et Jean-François Stévenin
- Scénario : François Truffaut, Jean-Louis Richard et Suzanne Schiffman
- Musique : Georges Delerue (Grand choral, composition originale en forme de concerto pour trompette, La Victorine et thème Le Bonheur insouciant repris du film Les Deux Anglaises et le Continent)
- Direction artistique : Damien Lanfranchi
- Costumes : Monique Dury
- Photographie : Pierre-William Glenn
  - Cameraman : Walter Bal assisté de Dominique Chapuis et Jean-Francis Gondre
- Photographe de plateau : Pierre Zucca (non crédité)
- Son : René Levert et Harrick Maury (son direct), Antoine Bonfanti (mixage)
- Montage : Yann Dedet[1] et Martine Barraqué
- Production : Marcel Berbert
  - Direction de production : Claude Miller
- Sociétés de production : Les Films du Carrosse, Productions et éditions cinématographiques françaises, Produzioni internazionali cinematografiche
- Sociétés de distribution : Warner-Columbia Film (France)
- Tournage : Nice, studios de la Victorine, du 25 septembre au 15 novembre 1972
- Pays de production :  France,  Italie
- Langues originales : français et anglais
- Format : couleur - noir et blanc (scènes de rêve) - 35 mm - 1.66:1 - son Mono
- Genre : comédie dramatique
- Durée : 112 minutes
- Classification : tous publics
- Dates de sortie : 
  - France : 14 mai 1973 (Festival de Cannes), 24 mai 1973 (sortie nationale)
  - Italie : 7 septembre 1973
- Box-office France : 827 665 entrées[2]
- Affiche : René Ferracci (France)

## Distribution
- Jacqueline Bisset : Julie Baker
- Valentina Cortese : Séverine
- Dani : Liliane, la stagiaire scripte
- Alexandra Stewart : Stacey
- Jean-Pierre Aumont : Alexandre
- Jean Champion : Bertrand, le producteur
- Jean-Pierre Léaud : Alphonse
- François Truffaut : Ferrand, le réalisateur
- Niké Arrighi : Odile, la maquilleuse
- Nathalie Baye : Joëlle, la scripte
- Maurice Séveno : le reporter de télévision
- David Markham : le docteur Michael Nelson
- Bernard Ménez : Bernard, l'accessoiriste
- Gaston Joly : Lajoie, le régisseur
- Zénaïde Rossi : Madame Lajoie
- Xavier Saint-Macary : Christian, l'amant d'Alexandre
- Marc Boyle : le cascadeur anglais
- Walter Bal : Walter, le chef opérateur
- Jean-François Stévenin : Jean-François, l'assistant réalisateur
- Pierre Zucca : Pierrot, le photographe de plateau

Non crédités
- Martine Barraqué : Martine, la monteuse
- Marcel Berbert : l'assureur français
- Yann Dedet : Yann, le monteur
- Georges Delerue : Georges, le compositeur (voix)
- Graham Greene : l'assureur anglais
- Claude Miller : le client de l'hôtel invité par l'équipe
- Jean Panisse
- Marie Poitevin : Marie

## Autour du film
La Nuit américaine est un exemple de film contenant un film. Truffaut joue lui-même le rôle du metteur en scène dans cette mise en abyme.
Le film a été tourné aux studios de la Victorine dans les décors de La Folle de Chaillot, qui consistait en la reproduction d'une place de Paris avec son entrée de métro, ainsi qu'à l'hôtel Atlantic de Nice.
Les interactions entre la vie réelle et les rôles des acteurs sont permanentes. Ainsi Jean-François Stévenin, qui joue le rôle du premier assistant réalisateur, est en parallèle le deuxième assistant réalisateur sur le tournage du film. C'est d'ailleurs à la suite de cette expérience qu'il prendra goût au métier d'acteur. La scripte de la fiction, Joëlle, est le portrait de la collaboratrice de Truffaut, Suzanne Schiffman. Billy Wilder croyait d'ailleurs que Truffaut avait engagé sa propre scripte pour le rôle. Si Nathalie Baye en fut d'abord vexée, elle reconnut plus tard que c'était le meilleur compliment qu'elle pouvait recevoir.
L'hommage aux techniques du cinéma est rendu dès le titre qui désigne un des procédés utilisés pour créer à l'image une nuit artificielle par le biais d'un filtre.
Truffaut dédie ce film aux célèbres actrices du cinéma muet, Lillian et Dorothy Gish.
Jean Seberg était le premier choix pour le rôle de Julie Baker mais elle ne donna pas suite.
L'écrivain Graham Greene, grand admirateur de Truffaut, y fait une apparition en tant que Henri Graham, le représentant de la compagnie d'assurances américaine du film. Il semblerait que Truffaut n'en savait rien lors du tournage et ne l'apprendra que plus tard.
En novembre 1973, Truffaut séjourne à Londres pour superviser le doublage en anglais de La Nuit américaine ; il a engagé, à cet effet, de "jeunes acteurs américains de Paris" (lettre de François Truffaut à Jean Renoir, 1er décembre 1973). Jacqueline Bisset, Jean-Pierre Aumont et Valentina Cortese, parfaitement bilingues, se doublent eux-mêmes. 
À la sortie du film, Jean-Luc Godard envoya à François Truffaut une lettre critiquant la manière dont est décrite la réalisation d'un long métrage et le qualifia de menteur. Truffaut lui répondit en le traitant entre autres de prétentieux. Cette querelle mit fin à leur longue amitié. Ils ne se revirent plus jamais.

## Distinctions
- Prix Méliès en 1973
- Oscar du meilleur film étranger en 1974[6],[7]
- BAFTA du meilleur film en 1974

## Hommages

### Musique
- Yves Simon évoque le film dans sa chanson « Au pays des merveilles de Juliet » dans l'album du même titre (1973) : « Dans la tire qui mène à Hollywood / Vous savez bien qu’il faut jouer des coudes / Les superstars les p’tites filles de Marlène / Vous coinceront Juliet dans la nuit américaine ».